# パラ (モニター)
パラ (Pará) はパラグアイ戦争中に建造されたブラジル海軍のモニター。パラ級。
船体は木製。満載排水量500トン、全長39m、垂線間長36.59m、幅8.54m、乾舷0.3m。衝角を有する。直動機関2基、ボイラー2基搭載、出力180図示馬力、2軸推進で速度は穏やかな水面で最大8ノット。兵装はホイットワース70ポンド前装砲1門。装甲は装甲帯が厚さ51mmから102mm、砲塔は前面152mm、側面102mm、後面76mm。
リオ・デ・ジャネイロの海軍工廠で建造。1866年12月8日起工。1867年5月21日進水。同年6月15日竣工。
1868年2月13日、「パラ」と「アラゴアス」、「リオ・グランデ」はFort Curupaytyを通過し、Humaitá付近で艦隊主力と合流した。
1868年2月19日、「バローゾ」、「バイア」、「タマンダーレ」、「リオ・グランデ」、「アラゴアス」、「パラ」はHumaitáの場所を突破。この際、「リオ・グランデ」、「アラゴアス」、「パラ」はそれぞれ「バローゾ」、「バイア」。「タマンダーレ」に横付けされていた。突破の際、「バローゾ」と「アラゴアス」とをつなぐロープが切られて「アラゴアス」は流され、その影響で「タマンダーレ」と「パラ」は列から外れてよい的となってしまった。ブラジル部隊はHumaitáに次いでTimbóの砲台の場所も抜け、正午にTayíで停泊した。この作戦時、「タマンダーレ」と「パラ」は「バイア」と衝突もし、「パラ」は浸水した。「パラ」は沈没を防ぐため座礁させなければならなかった。
1868年3月22日、ないし23日、Timbóで「パラ」と「バイア」はパラグアイの「タクアリ」を攻撃し、「タクアリ」は自沈した。
1868年3月23日と24日、「パラ」と「バイア」、「リオ・グランデ」はHumaitáを砲撃。
10月15日、「ブラジル」、「シルヴァド」、「セアラ」、「リオ・グランデ」とともにAngostura Fortを砲撃。12月3日、「アラゴアス」とともにVilletaを砲撃した。
1869年1月5日、「パラ」などパラ級モニター5隻は「バイア」などともにアスンシオンからパラグアイの残存艦船の存在が報告されたManduvirá川へ向かう。1月6日、船を曳航している複数のパラグアイ船を発見。パラグアイ側は曳航していた船を沈めると、逃走した。1月7日に封鎖船に先をふさがれたため、ブラジル部隊は引き返した。5月には「パラ」はJejuy川とAraguaya川の封鎖部隊に加わっている。
「パラ」は1884年に廃棄された。